# 张家明 (1963年)
张家明（1963年12月—），男，汉族，安徽肥东人，中华人民共和国政治人物，曾任中共北京市委常委、秘书长，现任北京市政协副主席。